# 知寄町三丁目停留場
知寄町三丁目停留場（日语：／ Chiyoricho 3-chome teiryūjō */?），是位於高知縣高知市知寄町三丁目·小倉町，土佐電交通後免線的電車站。

## 歷史
此電車站在1909年（明治43年）10月，由土佐電交通的前身土佐電氣鐵道下知停留場至此電車站之間開通，此電車站同時啟用。當時為電車線的終點站。翌年電車線向後免町方向延伸至鹿兒停留場。在1942年（昭和17年），此電車站一度暫停營業，於2年後此電車站復活。
此電車站啟用時葛島橋西詰停留場（日语：／）。在1972年（昭和47年）改名為知寄町三丁目。曾經有文件指出電車站名稱當初名為葛島橋西岸停留場，後來改名為葛島橋西詰。
- 1909年（明治42年）10月30日 - 下知至葛島橋西詰之間開通，土佐電氣鐵道葛島橋西詰停留場啟用[1]。
- 1910年（明治43年）10月15日 - 葛島橋西詰至鹿兒之間開通[1]。
- 1942年（昭和17年）7月29日 - 電車站暫停營業[1]。
- 1944年（昭和19年）6月1日 - 電車站恢復營業[1]。
- 1972年（昭和47年）12月20日 - 電車站改名為知寄町三丁目停留場[1]。
- 2014年（平成26年）10月1日 - 土佐電氣鐵道、高知縣交通（日语：高知県交通）和土佐電Dream Service（日语：土佐電ドリームサービス）合併，土佐電交通成立[3]。成為土佐電交通的電車站。

## 電車站構造
電車站是建造在共用道路上，設有2面2線的相對式乘車處（千鳥式）。東邊為後免町方向月台，西邊為播磨屋橋方向月台。播磨屋橋方向月台位於高知市知寄町三丁目內，後免町方向月台位於高知市小倉町內。

## 電車站周邊
位於市區內，電車線建設在道路中央。
- 國道32號（日语：国道32号）
- 富士Gran（日语：フジ (チェーンストア)）葛島
- Bowl風島
- direx青柳店

## 巴士路線
在「知寄町三丁目」巴士站中設有以下巴士路線停靠。
| 乘車處 | 系統                                         | 主要途經                     | 目的地             | 巴士公司   | 備註 |
| ------ | -------------------------------------------- | ---------------------------- | ------------------ | ---------- | ---- |
|        | L1                                           | 西高須通、JA高知醫院、後免町 | 安藝站             | 土佐電交通 |      |
| K2     | 介良通、潮見台總站                           | 潮見台三丁目                 | 星期六及日暫停服務 | 土佐電交通 |      |
| K3     | 西高須通                                     | 潮見台總站                   |                    | 土佐電交通 |      |
| K4     | 西高須通、潮見台總站                         | 潮見台三丁目                 |                    | 土佐電交通 |      |
| K5     | 西高須通、潮見台總站、後免站前               | 高知工科大學                 |                    | 土佐電交通 |      |
| K6     | 西高須通、潮見台總站、後免站前、高知工科大學 | 龍河洞                       |                    | 土佐電交通 |      |
| J1     | 縣立美術館通、高知醫療中心                   | 望海丘                       |                    | 土佐電交通 |      |
| J2     | 縣立美術館通、高知醫療中心                   | 十津團地                     |                    | 土佐電交通 |      |
| M1     | 十津、高知醫療中心                           | 後免町                       |                    | 土佐電交通 |      |
|        | T1                                           | 播磨屋橋                     | 棧橋車廠           | 土佐電交通 |      |
| Y1     | 播磨屋橋、縣廳前                             | 學藝高校                     | 星期六及日暫停服務 | 土佐電交通 |      |
| C1     | 播磨屋橋                                     | 縣廳前                       |                    | 土佐電交通 |      |
| D1     | 播磨屋橋、愛宕町二丁目                       | AEON Mall高知                |                    | 土佐電交通 |      |
| D7     | 播磨屋橋、愛宕町二丁目                       | 鳥越                         |                    | 土佐電交通 |      |
| G1     | 播磨屋橋                                     | 高知站巴士總站               |                    | 土佐電交通 |      |

## 相鄰電車站
土佐電交通
後免線
葛島橋東詰－知寄町三丁目－知寄町

## 注腳
1. 1 2 3 4 5 6 7 8 9 10  土佐電鉄の電車とまちを愛する会. . JTB Can Books. JTB出版. 2006: 100・156–158頁. ISBN 4-533-06411-6 （日语）.
2. 1 2 3  今尾惠介（監修）. . 11 中国四国. 新潮社. 2009: 60. ISBN 978-4-10-790029-6 （日语）.
3. ↑  上野宏人. . 毎日新聞 (毎日新聞社). 2014-10-02 （日语）.
4. ↑  川島令三. . 【図説】 日本の鉄道. 第2巻 四国西部エリア. 講談社. 2013: 36・92頁. ISBN 978-4-06-295161-6 （日语）.
5. ↑  . 高知新聞社. 1998: 86. ISBN 4-87503-268-4 （日语）.

## 外部連結
- 富士Gran葛島 （页面存档备份，存于）（日語）